# チェイス・アトリー
チェイス・キャメロン・アトリー（Chase Cameron Utley, 1978年12月17日 - ）は、アメリカ合衆国カリフォルニア州パサデナ出身の元プロ野球選手（二塁手）。右投左打。愛称はシルバー・フォックス、ザ・マン（The Man）。
名前は、日本語メディアではチェース・アットリーなどの表記も見られる。
走攻守に秀でた、2000年代のMLBを代表する二塁手の1人。フィリーズの主軸を担ったスター選手で、そのルックスから女性人気が高い。

## 経歴

### プロ入り前
カリフォルニア州パサデナ生まれ。幼少期は同州ロサンゼルスに本拠地を置くロサンゼルス・ドジャースのファンで、そのドジャースが出場した1988年のワールドシリーズ第2戦を会場のドジャー・スタジアムで観戦している。当時から研究熱心で、12歳から15歳の頃には憧れのジム・トーミなど一流選手の打撃フォームを研究しながらバッティングセンターで毎日打撃練習していた。同州ロングビーチのロングビーチ・ポーリーテクニック高等学校に進学後、1997年にドジャースからMLBドラフト2巡目（全体76位）指名を受けたが、契約せずカリフォルニア大学ロサンゼルス校（UCLA）に進学する。本人によれば「確かにプロ野球は夢だったけど、人間的に成長するためには大学へ行くことが必要だと思った」という。
UCLAでは1年目は遊撃手として、2年目からは二塁手として、通算で179試合に出場して打率.342・53本塁打・174打点を記録。ルームメイトのギャレット・アトキンスとともに、チームの主軸として活躍した。

### プロ入りとフィリーズ時代
2000年のMLBドラフト1巡目（全体15位）でフィラデルフィア・フィリーズから指名を受けると、契約を締結し念願のプロ入りを果たす。同年に傘下のA-級バタビア・マックドッグスでプロデビューし、40試合に出場して打率.307、出塁率.383という成績を記録した。
2001年にはA+級クリアウォーター・フィリーズに昇格。一時は外角の速球がなかなか打てずに苦しんだが、最終的には16本塁打（チームトップタイ）、120安打（同2位）を記録し、マイナーリーグのオールスター "フューチャーズゲーム" アメリカ合衆国選抜の一員に選ばれている。
2002年はAA級レディング・フィリーズを飛び越してAAA級スクラントン・ウィルクスバリ・レッドバロンズに昇格。そこではスコット・ローレンの後釜としての期待から、これまでの二塁手から三塁手へとコンバートされ1シーズンを過ごす。ローレンはこの年の夏にセントルイス・カージナルスへトレードされるが、アトリーは翌2003年のスプリングトレーニングで二塁手へ戻された。
2003年のシーズン開幕をメジャーで迎えたアトリーは、4月4日のピッツバーグ・パイレーツ戦に代打として初出場。ジェフ・スーパンの前に空振り三振に倒れる。初の先発出場は同月24日のコロラド・ロッキーズ戦で、「8番・二塁手」として出場したアトリーは、3回裏にアーロン・クックからメジャー初本塁打となる満塁本塁打を放っている。この年はメジャー定着とはならなかったが、AAA級スクラントン・ウィルクスバリで113試合に出場して打率.323、OPS.907の好成績を記録し、同級のオールスターゲームに選出された。
2004年は開幕をAAA級スクラントン・ウィルクスバリで迎え、フィリーズの正二塁手プラシド・ポランコの故障に伴い5月上旬にメジャーへ昇格、その後6月中旬にマイナーへ戻されるも、同月下旬にメジャー再昇格を果たす。そこからはシーズン最後までメジャーに定着し94試合に出場、打率.266、13本塁打、57打点を記録した。
2005年はシーズン開幕から、相手の先発投手が右腕だったときの先発二塁手として起用される。そこで実績を残すとチームは6月、救援投手陣強化のためデトロイト・タイガースからウーゲット・ウービナをトレードで獲得し、見返りとしてアトリーと併用していたポランコを放出。これにより、アトリーが正二塁手となった。当初は主に5番から7番を担っていたアトリーだが、7月中旬ごろからは打線の中軸として3番打者を任されることも多くなる。最終的にこの年は147試合に出場し、打率.291、28本塁打、105打点という成績を記録する。28本塁打のうち26本は二塁手として出場したとき記録したもので、これは球団タイ記録である。
2006年開幕前の3月に開催された第1回ワールド・ベースボール・クラシック（WBC）のアメリカ合衆国代表に選出される。同大会では4試合に出場し、打率.385を記録した。
レギュラーシーズンでは、6月23日から8月3日にかけてメジャー史上10位タイとなる35試合連続安打を達成し注目を集める。この間、7月には全試合で安打を放ち月間MVPを受賞、オールスターにも初めて選出された。シーズン通算では3割・30本塁打・100打点のほか、200安打やリーグ最多得点を記録するなど軒並み成績を伸ばし、シーズン終了後にシルバースラッガー賞を初受賞した。また、日米野球にもチームメイトのライアン・ハワードらと共に参加している。

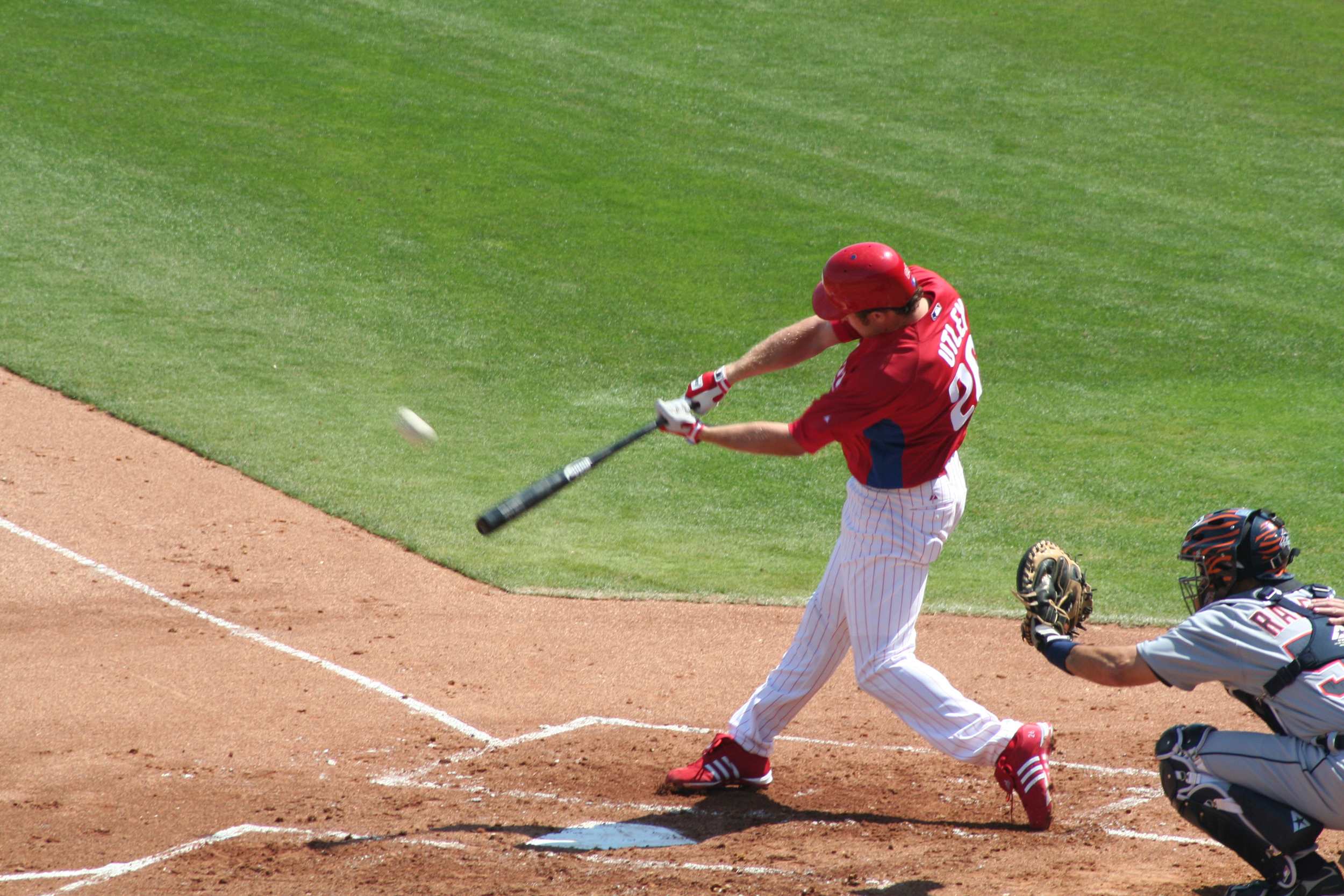
2007年のスプリングトレーニングで本塁打を放つ

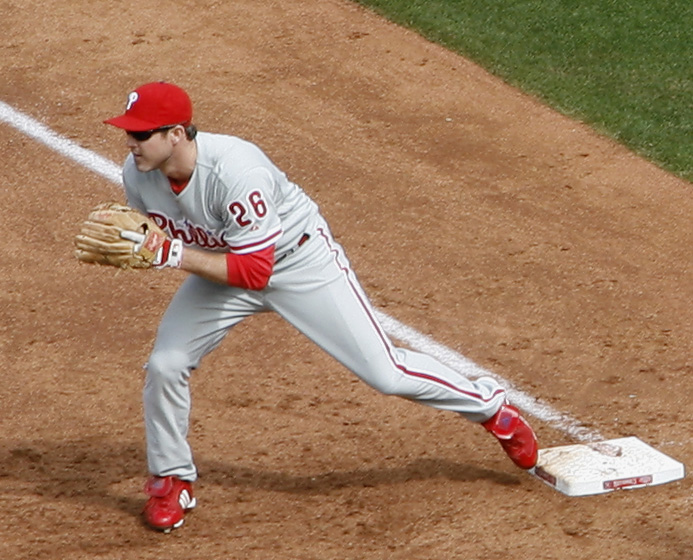
一塁カバーに入るアトリー（2009年）

2007年1月21日にフィリーズと総額8500万ドルの7年契約を結んだ。GMのパット・ギリックは「我々は長期契約を好んでいるわけではないけど、チェイスの場合は例外だ。彼のような選手がこのチームにいるのはラッキーだよ」とアトリーを高く評価した。この年は開幕から前年を上回るペースで打っていたが、7月26日のワシントン・ナショナルズ戦でジョン・ラナンから死球を受け右手を骨折、1カ月間の欠場に追い込まれる。それでも復帰後はすぐにレギュラーとして出場し、最終的には打率.332（リーグ3位）、OPS.976（同7位）、103打点の好成績を記録した。故障離脱がなければ、この年のリーグMVPはチームメイトのジミー・ロリンズではなくアトリーが受賞した可能性もあるほどの活躍で、チームの14年ぶり地区優勝に貢献。しかしポストシーズンでは、大学時代の同僚アトキンスが在籍するロッキーズにディビジョンシリーズで敗れた。
2008年4月17日から4月21日にかけて5試合連続本塁打を放ち同月の月間MVPを受賞する上々の滑り出し。前半戦94試合で25本塁打、69打点、OPS.955を記録し、オールスターゲームには、ファン投票でナ・リーグ最多の388万9602票を集めて選出される。後半戦は65試合で8本塁打・35打点・OPS.855と調子を落としたが、前年を上回る数の死球を浴びても怪我なく1年を乗り切った。チームは2年連続地区優勝。ポストシーズンでフィリーズは、1勝もできずに敗退した前年と異なり、ミルウォーキー・ブルワーズとのディビジョンシリーズを3勝1敗、ドジャースとのリーグチャンピオンシップシリーズを4勝1敗、タンパベイ・レイズとのワールドシリーズを4勝1敗と快勝し、28年ぶりにワールドシリーズ優勝を果たした。アトリーはポストシーズンを通して打率.220と低迷したが、全試合で出塁したほか、ワールドシリーズでは2本塁打を放つなど一定の役割を果たした。初のワールドシリーズ優勝を経験したアトリーはシーズン終了後、5月中旬以降ずっと臀部の痛みを我慢しながらプレーしていたことを明かし、11月下旬に手術を受けた。
2009年のシーズン開幕に間に合わない可能性もあったが、4月5日の開幕戦で先発出場して復帰。この年も5年連続となるOPS9割超えのほか、自己最高の23盗塁を記録するなど元気な姿を見せた。9月8日の試合では2年連続の30号本塁打を放ち、ハワードやジェイソン・ワース、ラウル・イバニェスと共に史上12組目の "30発カルテット" を形成している。フィリーズはリーグ2連覇を達成し、ニューヨーク・ヤンキースとのワールドシリーズに進出。そこでアトリーは、初戦でCC・サバシアに2本塁打を浴びせるなど6試合で計5本塁打を放ち、レジー・ジャクソン（1977年）が保持するシリーズ最多本塁打記録に並ぶ強打を発揮。しかしフィリーズは2勝4敗で敗れ2年連続でのワールドシリーズ優勝を逃した。
2010年6月28日のシンシナティ・レッズ戦で二塁ベースへ滑り込んだ際に右手親指を痛め、翌日に故障者リスト入り。8月中旬まで1か月半欠場し、この間に開催されたオールスターでもファン投票選出ながら出場を辞退した。それでも9月1日からシーズン最終戦までは29試合で打率.306、OPS.911と活躍し、チームの4年連続地区優勝を支えた。
2011年3月30日に右膝の故障で15日間の故障者リスト入りし、5月22日に復帰。故障の影響もあり、前年まで5年連続で選出されてきたオールスターにも選ばれなかった。この年は103試合に出場し、打率.259、11本塁打、44打点、14盗塁だった。
2012年4月3日に左膝の故障で15日間の故障者リスト入りし、6月27日に復帰。この年は故障の影響で88試合の出場にとどまり（100試合以下の出場は2004年以来）、打率.256、11本塁打、45打点、11盗塁だった。
2013年は3年ぶりに開幕ロースター入りしたが、5月23日に15日間の故障者リスト入りし、6月21日に復帰した。8月8日にはフィリーズと総額2700万ドルの2年契約に合意した。7年契約最終年のこの年は131試合に出場し、打率.284、18本塁打、69打点、8盗塁だった。
2014年は前半戦で91試合に出場し、打率.293、8本塁打、46打点と活躍。7月に4年ぶり6回目となるオールスターにファン投票で選出された。

### ドジャース時代
2015年は開幕から不振に陥り、4月終了時点で打率.114、5月は月間打率.256と調子を上げたが、6月は再び月間打率1割台と波に乗れず、8月19日にダーネル・スウィーニー、ジョン・リッチーのトレードで、ドジャースへ移籍。前年オフに同じくフィリーズからドジャースへ移籍したジミー・ロリンズと再び二遊間コンビを組むことになった。ドジャース移籍後も調子は上向かず、2球団通算で打率.212、OPS.619の成績に終わった。また2004年から継続していた連続2桁本塁打記録も11年で途切れた。
ポストシーズンである10月10日のディビジョンシリーズ第2戦の対メッツ戦にて、メッツが2対1でリードの7回裏ドジャースの攻撃、一死一・三塁の場面でハウィー・ケンドリックの二塁ゴロの際に一塁走者のアトリーが併殺崩しを敢行。結果として併殺は阻止されたが、このプレーでメッツの遊撃手ルーベン・テハダはアトリーに吹き飛ばされ、右足の腓骨骨折で退場、シリーズ絶望の大怪我を負った。このプレーに対し、MLBは「危険なスライディング」行為をして2試合の出場停止処分を言い渡したが、アトリーが不服としたため処分は保留された。しかし、処分に提訴したアトリーの態度を不服とするファンから同選手を守るための厳戒態勢が敷かれ、アトリーはニューヨークで行われた第3戦以降の試合を欠場した。翌年3月7日にMLB機構が処分を取り下げた。
ケンドリックへ行った危険な併殺崩しはアメリカ球界でも物議を醸し、ペドロ・マルティネスは「もしアトリーに子供達へ二塁への滑り方を教えろと言ったら?彼は今夜のような滑り方を教えるだろうか?」と意味深なコメントした他、ハワード・ジョンソンは「アトリーはいつも汚い選手だった」とストレートに非難した。
シーズン終了後、球団が契約オプションを破棄したため11月7日にFAとなったが、12月9日にドジャースと改めて1年契約を結んだ。
先述のポストシーズンにおけるプレーに加え、2015年9月27日に発生した、シカゴ・カブスのクリス・コグランによる併殺崩しによってピッツバーグ・パイレーツの姜正浩が左脚の脛骨骨折と靭帯断裂の大怪我を負ったプレーの発生をきっかけとして、2016年2月25日にMLBは、二塁ベース付近で走者が併殺を防ぐためにする危険なスライディングを禁止する新ルール、ボナファイド・スライド・ルールを採用したと発表した。そのルールが通称「チェイス・アトリールール」と呼ばれていることからも、如何にアトリーの併殺崩しの件がアメリカ球界内部で印象的であったかが窺い知れる。
2016年も138試合に出場し、打率.252、と昨年より数字を向上させた。シーズン終了後の11月3日に再びFAとなった。
2017年2月18日に1年総額200万ドルでドジャースと再契約した。7月7日のカンザスシティ・ロイヤルズ戦で通算1000打点を達成した。この年は前年と比べてベンチからの出番が多くなり、出場試合数は11試合しか減っていないが打席数は200以上減少した。打率は昨シーズンより低い.236だったが、出塁率、長打率は昨シーズンを上回った。オフの11月2日にFAとなった。
2018年2月17日にドジャースと改めて2年契約を結んだ。7月13日にシーズン終了をもって引退する意向を表明した。9月12日のレッズ戦では、この月から適用開始されたセプテンバー・コールアップを利用してチームがベテランのロースター入りを増やした影響でチャンスを貰い、代打の1人に起用された。オフの11月9日に、2年契約の1年目だったため、ドジャースは契約解除の手続きを取り、11月11日に正式に引退選手として公示された。

## 選手としての特徴
走攻守に全力プレーが持ち味の選手で、フィリーズの球団公式サイトはアトリーを "hard-nosed player who treats every play as if it's his last"（あらゆるプレーを、まるでそれが野球人生で最後のプレーであるかのように行う、固い決心を持った選手）と形容している。何事にも一生懸命な姿勢は試合前の入念な準備にも現れており、フィリーズ時代に監督を務めていたチャーリー・マニエルはアトリーを「これまでの野球人生の中で最も準備に余念がない選手」だと評した。
打席に立つとまず下半身を揺らし、上半身をリラックスさせる動作をとる。そしてバットを構え、投球が来ると、それを短く（コンタクト後のフォロースルーが小さな）速いスウィングで弾き返す。このスウィングについて、2008年のワールドシリーズで対戦したスコット・カズミアーは「彼は他の左打者と比べても異質だね。大抵の左打者はスウィングの軌道がもっと長いんだけど、彼の場合は短くて速くて、バットがヒッティングゾーンを通過していくのが本当に速い」と話した。そのほか、クリス・ヤングやペドロ・フェリシアーノも「速いこと」と「短い（コンパクトな）こと」に言及している。このスウィングでアトリーは、毎年打率.300・30本塁打前後の成績を収めている。三振が毎年100近いのが短所である。
守備は、UCLAで二塁を守っていたのを観たフィリーズGM補佐（当時）のマイク・アーバックルが「彼は将来は左翼手にコンバートされるかもしれない」という印象を抱いたほど動きが悪く、メジャーに初めて昇格してきたときも守備には不安があった。しかし次第に上達しており、プラス・マイナス・システムという指標では、アトリーは2004年から2006年の3年間で+52（メジャー2位）、2006年から2008年の3年間では＋85（同1位）と、優秀な数字を残している。走塁では、2010年までの通算XBT%（単打で2つ以上進塁するか、あるいは二塁打で一塁から生還した割合）が57%と高い数値を残している。盗塁は毎年15～20個ほど決めており、通算成功率は88.1%。2009年には23度盗塁を試みているが失敗は1度もなかった。

## 詳細情報

### 年度別打撃成績
| 年 度     | 球 団     | 試 合 | 打 席 | 打 数 | 得 点 | 安 打 | 二 塁 打 | 三 塁 打 | 本 塁 打 | 塁 打 | 打 点 | 盗 塁 | 盗 塁 死 | 犠 打 | 犠 飛 | 四 球 | 敬 遠 | 死 球 | 三 振 | 併 殺 打 | 打 率 | 出 塁 率 | 長 打 率 | O P S |
| --------- | --------- | ----- | ----- | ----- | ----- | ----- | -------- | -------- | -------- | ----- | ----- | ----- | -------- | ----- | ----- | ----- | ----- | ----- | ----- | -------- | ----- | -------- | -------- | ----- |
| 2003      | PHI       | 43    | 152   | 134   | 13    | 32    | 10       | 1        | 2        | 50    | 21    | 2     | 0        | 0     | 1     | 11    | 0     | 6     | 22    | 3        | .239  | .322     | .373     | .696  |
| 2004      | PHI       | 94    | 287   | 267   | 36    | 71    | 11       | 2        | 13       | 125   | 57    | 4     | 1        | 1     | 2     | 15    | 1     | 2     | 40    | 6        | .266  | .308     | .468     | .776  |
| 2005      | PHI       | 147   | 628   | 543   | 93    | 158   | 39       | 6        | 28       | 293   | 105   | 16    | 3        | 0     | 7     | 69    | 5     | 9     | 109   | 10       | .291  | .376     | .540     | .915  |
| 2006      | PHI       | 160   | 739   | 658   | 131   | 203   | 40       | 4        | 32       | 347   | 102   | 15    | 4        | 0     | 4     | 63    | 1     | 14    | 132   | 9        | .309  | .379     | .527     | .906  |
| 2007      | PHI       | 132   | 613   | 530   | 104   | 176   | 48       | 5        | 22       | 300   | 103   | 9     | 1        | 1     | 7     | 50    | 1     | 25    | 89    | 7        | .332  | .410     | .566     | .976  |
| 2008      | PHI       | 159   | 707   | 607   | 113   | 177   | 41       | 4        | 33       | 325   | 104   | 14    | 2        | 1     | 8     | 64    | 14    | 27    | 104   | 9        | .292  | .380     | .535     | .915  |
| 2009      | PHI       | 156   | 687   | 571   | 112   | 161   | 28       | 4        | 31       | 290   | 93    | 23    | 0        | 0     | 4     | 88    | 3     | 24    | 110   | 5        | .282  | .397     | .508     | .905  |
| 2010      | PHI       | 115   | 511   | 425   | 75    | 117   | 20       | 2        | 16       | 189   | 65    | 13    | 2        | 0     | 5     | 63    | 3     | 18    | 63    | 4        | .275  | .387     | .445     | .832  |
| 2011      | PHI       | 103   | 454   | 398   | 54    | 103   | 21       | 6        | 11       | 169   | 44    | 14    | 0        | 1     | 2     | 39    | 4     | 14    | 47    | 3        | .259  | .344     | .425     | .769  |
| 2012      | PHI       | 83    | 362   | 301   | 48    | 77    | 15       | 2        | 11       | 129   | 45    | 11    | 1        | 0     | 6     | 43    | 7     | 12    | 43    | 4        | .256  | .365     | .429     | .793  |
| 2013      | PHI       | 131   | 531   | 476   | 73    | 135   | 25       | 6        | 18       | 226   | 69    | 8     | 3        | 0     | 5     | 45    | 4     | 5     | 79    | 12       | .284  | .348     | .475     | .823  |
| 2014      | PHI       | 155   | 664   | 589   | 74    | 159   | 36       | 6        | 11       | 240   | 78    | 10    | 1        | 0     | 9     | 53    | 12    | 13    | 85    | 8        | .270  | .339     | .407     | .746  |
| 2015      | PHI       | 73    | 282   | 249   | 23    | 54    | 12       | 1        | 5        | 83    | 30    | 3     | 0        | 0     | 7     | 22    | 4     | 4     | 35    | 6        | .217  | .284     | .333     | .617  |
| 2015      | LAD       | 34    | 141   | 124   | 14    | 25    | 9        | 1        | 3        | 45    | 9     | 1     | 0        | 0     | 1     | 10    | 0     | 6     | 29    | 1        | .202  | .291     | .363     | .654  |
| '15計     | LAD       | 107   | 423   | 373   | 37    | 79    | 21       | 2        | 8        | 128   | 39    | 4     | 0        | 0     | 8     | 32    | 4     | 10    | 64    | 7        | .212  | .286     | .343     | .629  |
| 2016      | LAD       | 138   | 565   | 512   | 79    | 129   | 26       | 3        | 14       | 203   | 52    | 2     | 2        | 1     | 1     | 40    | 1     | 11    | 115   | 0        | .252  | .319     | .396     | .716  |
| 2017      | LAD       | 127   | 353   | 309   | 43    | 73    | 20       | 4        | 8        | 125   | 34    | 6     | 1        | 1     | 2     | 32    | 0     | 9     | 57    | 3        | .236  | .324     | .405     | .728  |
| 2018      | LAD       | 87    | 187   | 164   | 18    | 35    | 10       | 1        | 1        | 50    | 14    | 3     | 1        | 0     | 1     | 17    | 2     | 5     | 34    | 3        | .213  | .305     | .305     | .610  |
| MLB：16年 | MLB：16年 | 1937  | 7863  | 6857  | 1103  | 1885  | 411      | 58       | 259      | 3189  | 1025  | 154   | 22       | 6     | 72    | 724   | 62    | 204   | 1193  | 93       | .275  | .358     | .465     | .823  |

- 各年度の太字はリーグ最高

### WBCでの打撃成績
| 年 度 | 代 表          | 試 合 | 打 席 | 打 数 | 得 点 | 安 打 | 二 塁 打 | 三 塁 打 | 本 塁 打 | 塁 打 | 打 点 | 盗 塁 | 盗 塁 死 | 犠 飛 | 四 球 | 敬 遠 | 死 球 | 三 振 | 併 殺 打 | 打 率 | 出 塁 率 | 長 打 率 |
| ----- | -------------- | ----- | ----- | ----- | ----- | ----- | -------- | -------- | -------- | ----- | ----- | ----- | -------- | ----- | ----- | ----- | ----- | ----- | -------- | ----- | -------- | -------- |
| 2006  | アメリカ合衆国 | 4     | 13    | 13    | 0     | 5     | 0        | 0        | 0        | 5     | 2     | 0     | 0        | 0     | 0     | 0     | 0     | 1     | 0        | .385  | .385     | .385     |

### 年度別守備成績
| 年 度 | 球 団 | 一塁（1B） | 一塁（1B） | 一塁（1B） | 一塁（1B） | 一塁（1B） | 一塁（1B） | 二塁（2B） | 二塁（2B） | 二塁（2B） | 二塁（2B） | 二塁（2B） | 二塁（2B） | 三塁（3B） | 三塁（3B） | 三塁（3B） | 三塁（3B） | 三塁（3B） | 三塁（3B） |
| 年 度 | 球 団 | 試 合      | 刺 殺      | 補 殺      | 失 策      | 併 殺      | 守 備 率   | 試 合      | 刺 殺      | 補 殺      | 失 策      | 併 殺      | 守 備 率   | 試 合      | 刺 殺      | 補 殺      | 失 策      | 併 殺      | 守 備 率   |
| ----- | ----- | ---------- | ---------- | ---------- | ---------- | ---------- | ---------- | ---------- | ---------- | ---------- | ---------- | ---------- | ---------- | ---------- | ---------- | ---------- | ---------- | ---------- | ---------- |
| 2003  | PHI   | -          | -          | -          | -          | -          | -          | 37         | 65         | 107        | 3          | 31         | .983       | -          | -          | -          | -          | -          | -          |
| 2004  | PHI   | 13         | 94         | 11         | 0          | 6          | 1.000      | 50         | 100        | 123        | 4          | 29         | .982       | -          | -          | -          | -          | -          | -          |
| 2005  | PHI   | 8          | 45         | 9          | 1          | 7          | .982       | 135        | 296        | 376        | 15         | 72         | .978       | -          | -          | -          | -          | -          | -          |
| 2006  | PHI   | 2          | 15         | 0          | 0          | 0          | 1.000      | 156        | 357        | 424        | 18         | 115        | .977       | -          | -          | -          | -          | -          | -          |
| 2007  | PHI   | 1          | 6          | 0          | 0          | 2          | 1.000      | 132        | 289        | 372        | 10         | 85         | .985       | -          | -          | -          | -          | -          | -          |
| 2008  | PHI   | 2          | 16         | 2          | 0          | 1          | 1.000      | 159        | 340        | 463        | 13         | 102        | .984       | -          | -          | -          | -          | -          | -          |
| 2009  | PHI   | -          | -          | -          | -          | -          | -          | 155        | 354        | 408        | 12         | 97         | .984       | -          | -          | -          | -          | -          | -          |
| 2010  | PHI   | -          | -          | -          | -          | -          | -          | 114        | 228        | 347        | 11         | 86         | .981       | -          | -          | -          | -          | -          | -          |
| 2011  | PHI   | -          | -          | -          | -          | -          | -          | 100        | 208        | 275        | 5          | 48         | .990       | -          | -          | -          | -          | -          | -          |
| 2012  | PHI   | -          | -          | -          | -          | -          | -          | 81         | 156        | 209        | 7          | 32         | .981       | -          | -          | -          | -          | -          | -          |
| 2013  | PHI   | -          | -          | -          | -          | -          | -          | 125        | 247        | 317        | 17         | 65         | .971       | -          | -          | -          | -          | -          | -          |
| 2014  | PHI   | 1          | 2          | 0          | 0          | 0          | 1.000      | 147        | 292        | 423        | 11         | 87         | .985       | -          | -          | -          | -          | -          | -          |
| 2015  | PHI   | 4          | 19         | 2          | 0          | 2          | 1.000      | 62         | 100        | 149        | 6          | 32         | .976       | -          | -          | -          | -          | -          | -          |
| 2015  | LAD   | 2          | 12         | 2          | 0          | 0          | 1.000      | 26         | 54         | 81         | 2          | 21         | .985       | 3          | 1          | 8          | 0          | 0          | 1.000      |
| '15計 | LAD   | 6          | 31         | 4          | 0          | 2          | 1.000      | 88         | 154        | 230        | 8          | 53         | .980       | 3          | 1          | 8          | 0          | 0          | 1.000      |
| 2016  | LAD   | -          | -          | -          | -          | -          | -          | 134        | 195        | 266        | 5          | 49         | .989       | 1          | 0          | 0          | 0          | 0          | ----       |
| 2017  | LAD   | 17         | 83         | 4          | 1          | 7          | .989       | 80         | 94         | 131        | 5          | 33         | .978       | -          | -          | -          | -          | -          | -          |
| 2018  | LAD   | 2          | 9          | 0          | 0          | 1          | 1.000      | 50         | 51         | 64         | 3          | 9          | .975       | -          | -          | -          | -          | -          | -          |
| MLB   | MLB   | 52         | 301        | 30         | 2          | 26         | .994       | 1743       | 3426       | 4535       | 147        | 993        | .982       | 4          | 1          | 8          | 0          | 0          | 1.000      |

- 各年度の太字はリーグ最高

### 表彰
- シルバースラッガー賞（二塁手部門）：4回（2006年 - 2009年）
- フィールディング・バイブル・アワード：1回（2010年）

### 記録
- オールスターゲーム選出：6回（2006年 - 2010年、2014年）

### 背番号
- 26（2003年 - 2018年）

### 代表歴
- 2006 ワールド・ベースボール・クラシック・アメリカ合衆国代表